# East Point (Alabama)
Pour les articles homonymes, voir East Point.
East Point est une census-designated place et une communauté non incorporée du comté de Cullman en Alabama, aux États-Unis. On y dénombre 201 habitants en 2010,.
East Point s'étend sur 1,12 milles carrés (2,9 km2), dont 1,11 milles carrés (2,87 km2) de terre ferme et 0,01 milles carrés (0,03 km2) d'eau.

## Démographie
| 2000 | 2010 | - | - | - | - |
| ---- | ---- | - | - | - | - |
| 250  | 201  | - | - | - | - |